# Fran Quinn
Francis Quin (1965) is een Amerikaanse golfer. Hij speelde op de Europese PGA Tour in 1989 en daarna vooral op de Nationwide Tour en op de Amerikaanse PGA Tour.
Fran Quinn werd in Worcester (Massachusetts) geboren en hij studeerde economie aan de Northwestern University waar hij in 1987 zijn bachelor haalde.

## Amateur

### Gewonnen
- 1986: Massachusetts Amateur

## Professional
Quinn werd in 1988 professional en probeerde in 1989 kreeg hij zijn Tourkaart op de Europese Tour, zonder veel succes.
In 1991 speelde hij op de Web.com Tour en eind 1991 kreeg hij via de Tourschool daar een tourkaart voor 1992. Daar verdiende hij te weinig om zijn kaart te verlengen. De daaropvolgende jaren speelde hij deels op de Web.com Tour en deels op de Amerikaanse PGA Tour. 

Hij kwalificeerde hij zich in 1992, 1994 en 1996 voor het US Open, en haalde de cut in 1994.

In 1998 besloot hij zich te concentreren op de Web.com Tour en de Aziatische PGA Tour. In 1999 behaalde hij drie overwinningen. 
In 2000 won hij het eerste toernooi van het seizoen, maar later bleek dat zijn enige top-10 resultaat te zijn. Zijn spel stagneerde en tot eind 2009 speelde hij veel maar zonder voldoende resultaten. Eind 2009 ging het onverwacht beter en won hij eindelijk weer een toernooi op de Nationwide Tour. Door dat prijzengeld kwam hij boven een totaal van $ 1.000.000 aan verdiend prijzengeld op de Nationwide Tour in twintig jaar. 
In 2010 mocht hij weer op de PGA Tour spelen, maar hij had last van blessures en speelde maar zeven toernooien. Hij speelde ook enkele toernooien op de Nationwide Tour en behaalde daar zijn derde overwinning.

### Gewonnen
Web.com Tour
- 1999: NIKE Dakota Dunes Open po
- 2000: BUY.COM Florida Classic
- 2009: Albertsons Boise Open
- 2010: Panama Championship

Aziatische PGA Tour
- 1999: Thailand Open, Omega PGA Championship

Elders
- 1990: Massachusetts Open
- 1997: New Hampshire Open